# Mühlendammschleuse (Berlin)
Die Mühlendammschleuse in Berlin befindet sich im Ortsteil Mitte östlich des Mühlendamms an der Fischerinsel. Sie liegt im Verlauf der Spree, die hier ein Teil der Spree-Oder-Wasserstraße ist. Die Schleuse wurde 1942 in Betrieb genommen und überwindet eine Fallhöhe von 1,51 Meter. Sie liegt in der Zuständigkeit des Wasserstraßen- und Schifffahrtsamtes Spree-Havel. 2006 bewältigte die Schleuse ein Aufkommen von 3500 Güterschiffen, 15.933 Fahrgastschiffen und 6.560 Sportbooten. Muskelbetriebene Boote werden nicht geschleust, da zwischen Kanzleramtssteg und Oberbaumbrücke der Verkehr von Kleinschiffen ohne Maschinenantrieb nicht gestattet ist. Die Mühlendammschleuse steht unter Denkmalschutz.

## Geschichte
Die Mühlendammschleuse wurde 1894 als Ersatz der im Nebenarm der Spree befindlichen Stadtschleuse als Einkammer-Schleuse errichtet. Damit erfolgte die Schiffbarmachung des bisher von Mühlen versperrten Hauptarms der Spree. Sie wurde ab 1936 als Zweikammer-Schleuse neu gebaut.

### Um 1230 – aus dem Molendamm wird der Mühlendamm

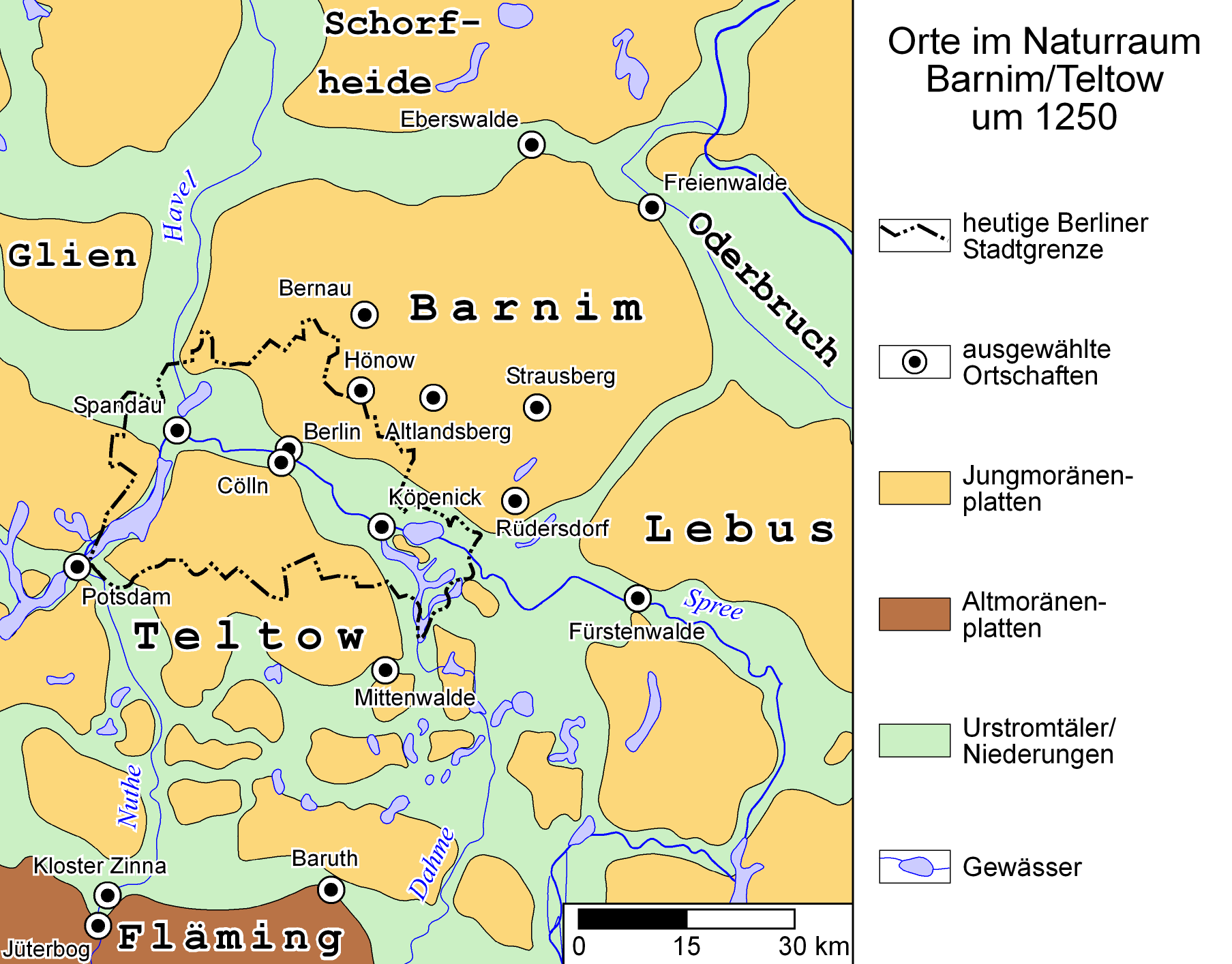
Urstromtal der Spree

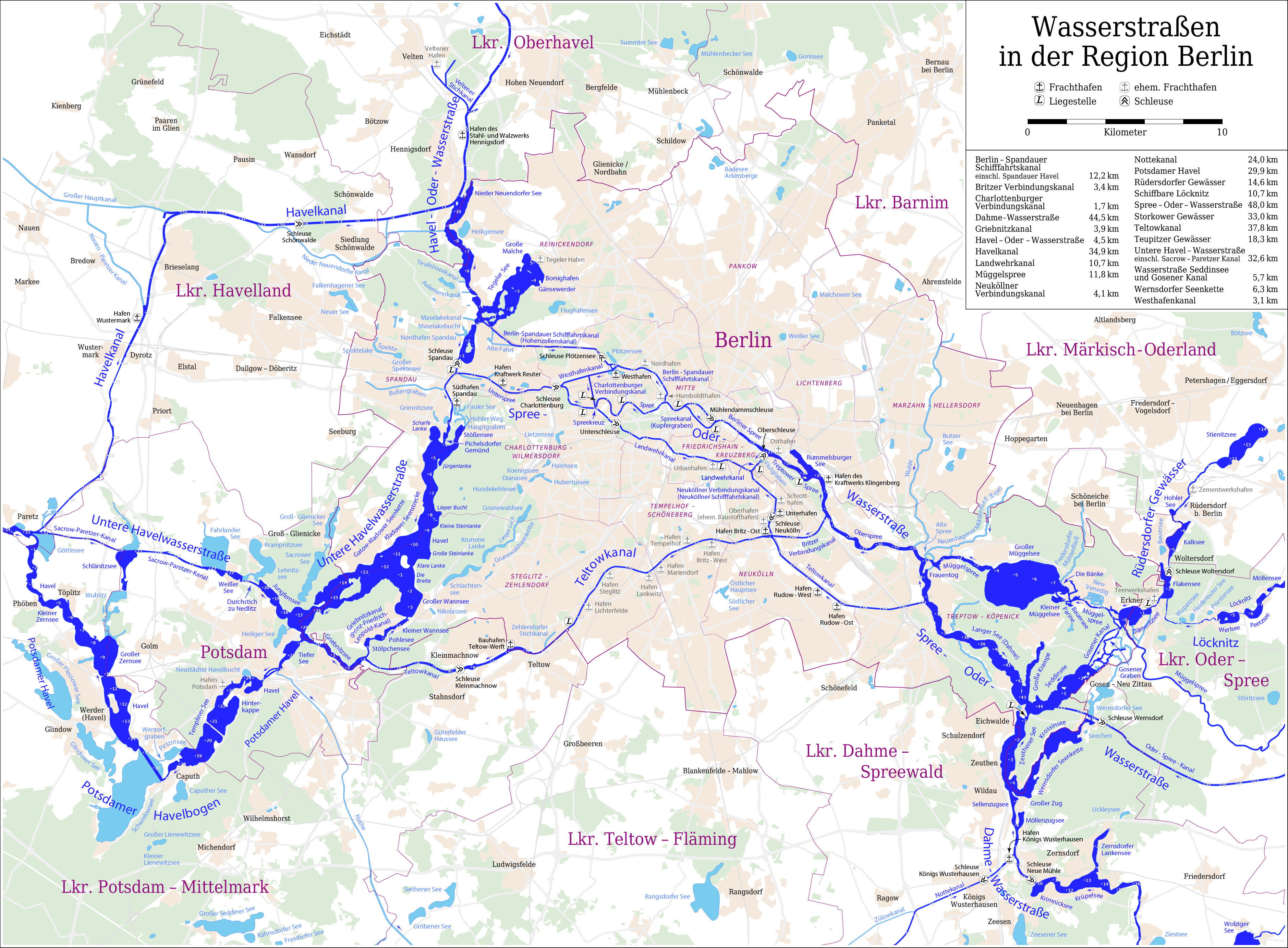
Wasserstraßen in und um Berlin

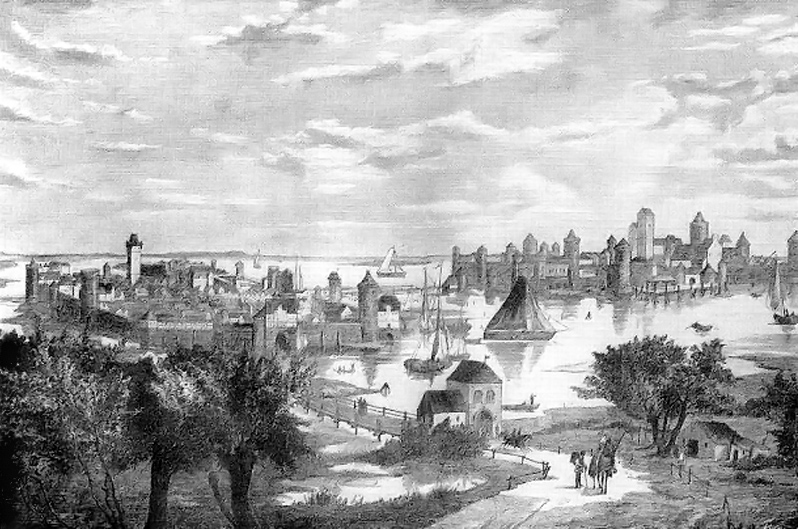
Künstlerische Darstellung Berlin und Kölln um 1250. Rekonstruktion des mittelalterlichen Berliner Stadtbildes; rechts Berlin mit Nikolaikirche, der Mühlendamm in der Mitte, links Kölln mit Petrikirche.
Holzstich von F. Wittig, nach einer Skizze von E. Müller, 1882

Der frühe einfach befestigte Molendamm zwischen den auf Sandkuppen befindlichen Siedlungen Berlin und Kölln löste die Furt ab, die zur Überwindung im hier schmalen Urstromtal der Spree diente. Damit wurde um 1200 die Flussquerung zwischen den Siedlungen Berlin und Kölln verbessert und daraus entwickelte sich der Schnittpunkt von bedeutenden Handelsstraßen für den Nord-Süd-Handel. Der erste primitive Molendamm bestand anfangs aus einem mit Baumstämmen verstärkten Knüppeldamm, dessen Lücken von der Spree durchflossen wurden.
Da der Damm in der Spree den Schiffen den Weg versperrte, mussten sie vor dem Damm der Oberspree aus- und hinter dem Damm in der Unterspree auf andere Schiffe umgeladen werden. Dieser Umschlagplatz erhielt das Stapelrecht und verpflichtete die Schiffsleute, aber auch die durchreisende Kaufleute, ihre Waren einige Tage in der Nähe des Umschlagplatzes anzubieten. Dadurch entstanden besonders längs der Spree einfache gegen Regen und Wind geschützte hölzerne Verkaufsstände, in denen dieser Handel abgewickelt wurde. Sie mussten später nach Anordnung des Großen Kurfürsten Friedrich Wilhelm aus Stein gebaut werden.
Der durch den verbesserten Molendamm verursachte Stau der Spree eignete sich für die Errichtung von Wassermühlen und es entstanden um 1285 auf der Köllner Seite erste Getreidemühlen, auf der Berliner Seite etwa ab 1300. Der Damm wurde bald als Mühlendamm bezeichnet und es entstanden aufgrund des vom Markgrafen verordneten Mahlzwangs weitere vom Wasser angetriebene Getreidemühlen, später kamen Loh-, Walk- und Sägemühlen dazu. Die frühen drei Getreidemühlen formierten sich um einen Mühlenhof.
Der zunehmende Handel brachte den Bürgern beachtliche Einnahmen, die Siedlungen Berlin und Kölln wuchsen und um das Jahr 1230 erhielten beide Siedlungen die Stadtrechte. 1307 erfolgte die Vereinigung dieser zwei Städte zu einer Bundesstadt.

### 1578 – erste Schleuse im Seitenarm der Spree (heute Spreekanal)

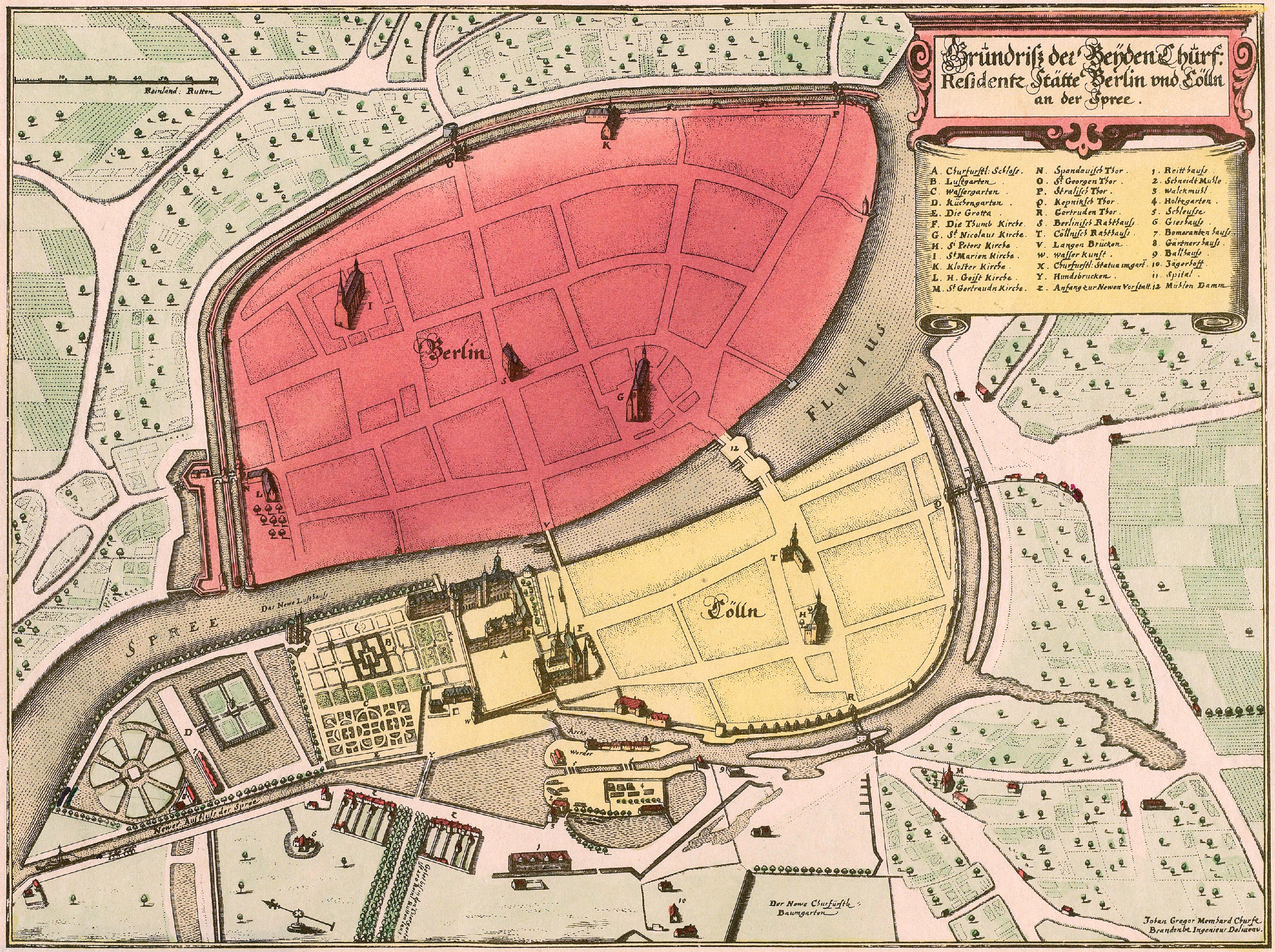
Grundriss der beiden kurfürstlichen Residenzstädte Berlin und Kölln mit Darstellung der ersten Schleuse im Nebenarm der Spree von Johann Gregor Memhardt

Damit Schiffe den Mühlenstau einfach überwinden konnten, entstanden im 16. Jahrhundert im Cöllnischen Stadtgraben, einem künstlich angelegten Seitenarm der Spree (heutiger Spreekanal), ein erster Vorläufer der Mühlendammschleuse. 1578 wurde hier die erste schiffbare hölzerne Schleuse „auf dem Werder“ erbaut, die später als Stadtschleuse bezeichnet wurde. Da die Abmessungen der Schiffe zunahmen und der Verkehr anstieg, wurde die Schleuse im Laufe der Zeit vergrößert und immer weiter befestigt. Bis ins 19. Jahrhundert wurde der künstlichen Spreearm daher auch als Schleusenkanal bezeichnet. Teilabschnitte des Spreekanals heißen heute:
- Friedrichsgracht (neben der Straße Friedrichsgracht) von der Inselbrücke am Märkischen Museum bis zur Gertraudenbrücke
- Schleusengraben von der Gertraudenbrücke bis zur Schleusenbrücke am Werderschen Markt
- Kupfergraben (neben der Straße Am Kupfergraben) ab der Eisernen Brücke hinter dem Zeughaus bis zur Einmündung in die Spree an der Nordspitze der Museumsinsel

### Um 1850 – die Industrialisierung steigert den Schiffsverkehr
Ab 1850 beschleunigte sich die Entwicklung in der Metallverarbeitung, aus den bisher vorwiegenden Fertigungsstätten wie Schmieden und eisenverarbeitenden Manufakturen entstanden leistungsfähige Fabriken der Maschinen- und Metallwarenindustrie. Die Produktion konnte mit den neuen industriellen Herstellungsmethoden vervielfacht werden und Berlin entwickelte sich zum Schwerpunkt im Bau von Dampfmaschinen, Maschinen für die Textilindustrie, Lokomotiven und Eisenbahnwaggons. Als weiterer Schwerpunkt entstanden Fabriken für den Elektromaschinenbau, Telegrafentechnik und der Beleuchtungsmittel.
Sowohl für den Transport der Rohstoffe als auch der fertigen Produkte entstanden Eisenbahn- und Schifffahrtslinien. Der schnelle Ausbau der Stadt aufgrund der sich fast verdoppelnden Bevölkerung (1849 rund 415.000 Einwohner; 1871 rund 825.000 Einwohner) erforderte den Bau von neuen Straßen, Häusern und Mietskasernen. Für den notwendigen Transport von Steinen und anderen Baustoffen erfolgte eine Ausweitung der Wasserstraßen. Der Landwehrkanal entstand ab 1848 im Rahmen von Notstandsarbeiten, ebenso der Luisenstädtische Kanal. Zehn Jahre später wurde der Berlin-Spandauer Schifffahrtskanal gebaut und im Zusammenhang mit diesen Arbeiten entstanden große Häfen wie der Humboldthafen und der Nordhafen. Der größte Hafen der Stadt, der um 1900 geplante Westhafen wurde gegen den Widerstand der Reichsbahn jedoch erst deutlich später gebaut und wurde 1923 eingeweiht. Beim weiteren Ausbau der Schifffahrtswege wurde die Berliner Spree von 1882 bis 1885 begradigt, in der Innenstadt wurden die Ufer mit Mauern befestigt und die Brücken wurden saniert bzw. erneuert. Im Rahmen dieser Maßnahmen wurde die Stadtschleuse im Schleusenkanal 1885 zum letzten Mal vergrößert. Zu dieser Zeit wurde sie in der Berliner Schifffahrt bereits als Nadelöhr bezeichnet.
Nach dem Neubau der Schleuse in der Hauptspree wurde die Stadtschleuse abgerissen und stattdessen eine schmale Schleuse für Sportboote eingerichtet, die später jedoch verschlossen wurde. Zur Wasserhaltung dient hier ein neu gebautes Wehr.

### 1894 – Bau der Mühlendammschleuse in der Hauptspree

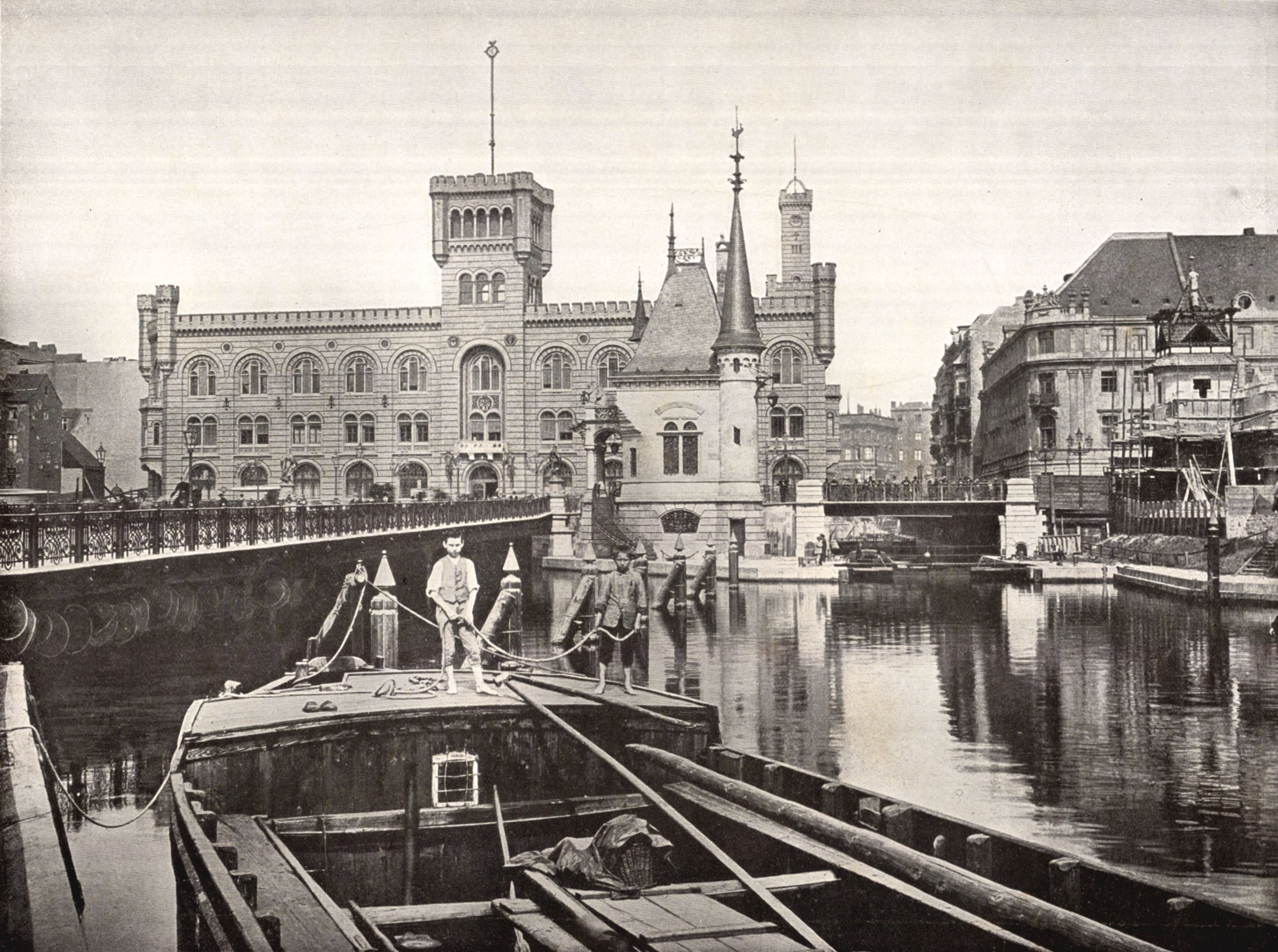
Mühlendammschleuse um 1900, Ansicht vom Oberwasser

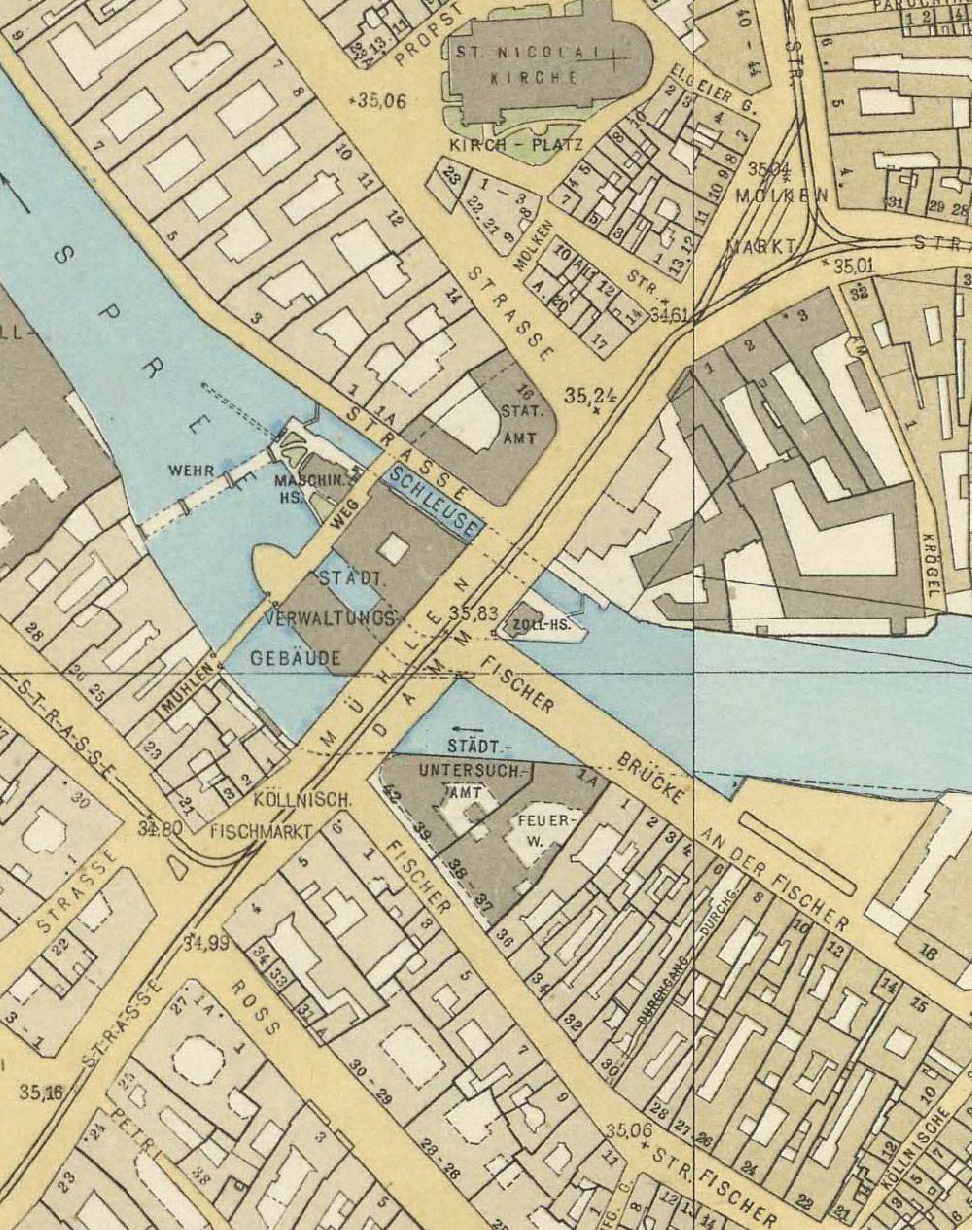
Karte der Mühlendammbrücke von 1910

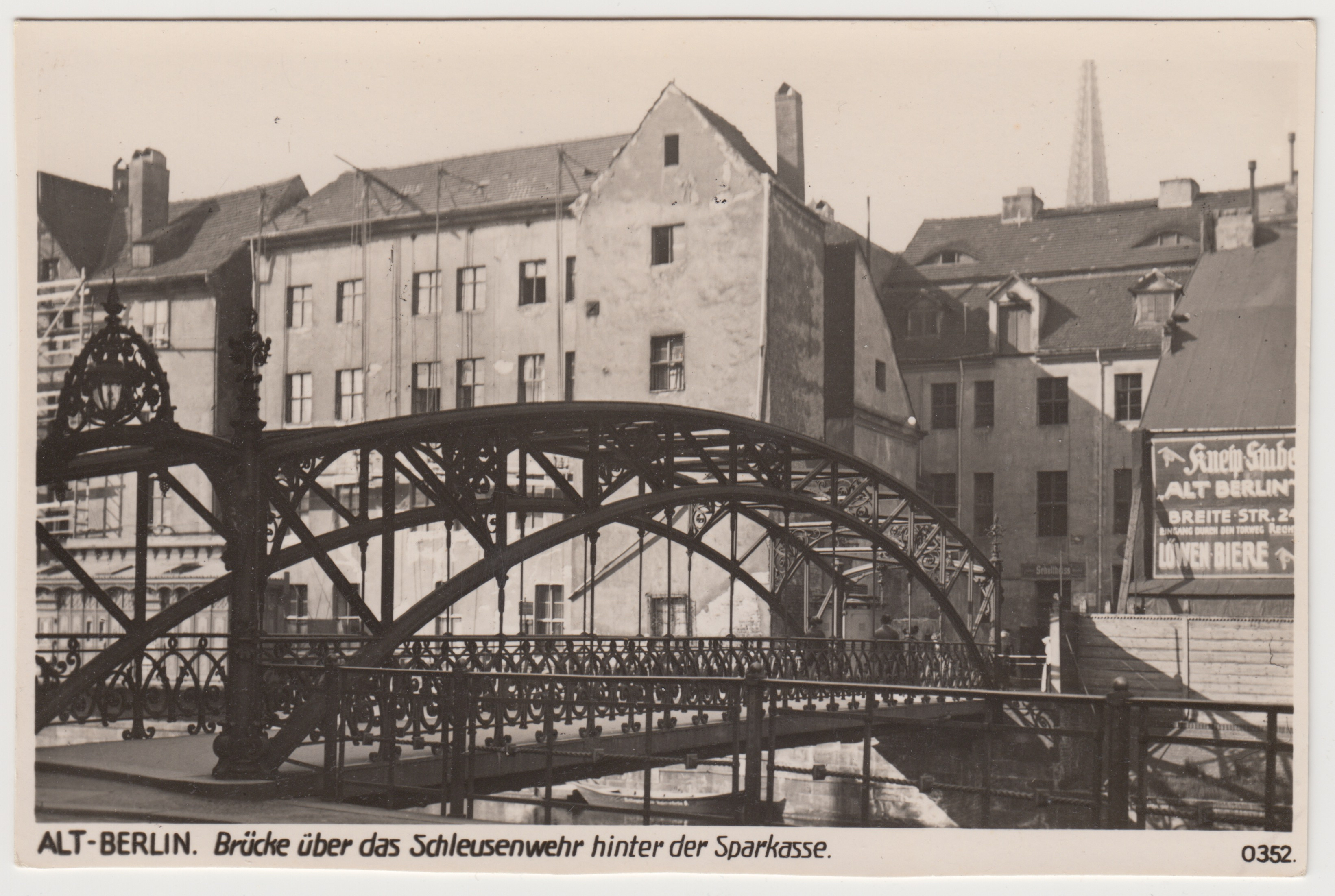
Brücke über das Schleusenwehr

Die Stadtverwaltung hatte die verbliebenen Mühlen, den Speicher auf dem Mühlendamm, die Gebäude der Damm-Mühlen und die Häuser am Mühlendamm aufgekauft und ließ alles abreißen. Die Spree konnte dadurch im Schleusenbereich verbreitert und vertieft werden, da die Schiffe größer geworden waren und auch der Tiefgang der Schiffe zugenommen hatte. Die Brücke wurde für den gewachsenen Straßenverkehr vergrößert und erheblich umgestaltet. Die neue Schleuse, im Jahr 1894 fertiggestellt, direkt am Mühlendamm ersetzte die seit dem Mittelalter im Schleusenkanal befindliche Stadtschleuse. Sie erhielt eine innere Kammerlänge von 115 Meter und 9,6 Meter Breite. Auf den Schleusenmauern wurden zwei Stützpfeiler für die neue Mühlendammbrücke angeordnet. Die alten Mühlenstauwerke wurden abgerissen und durch ein neues Wehr mit drei Öffnungen von jeweils rund 17 Meter Breite ersetzt. Die auf den Schleuseninseln errichteten Gebäude wurden zur Bedienung der Schleusen, Unterbringung des Maschinenhauses und als Wohnung des Schleusenmeisters genutzt. Außerdem entstanden hier Räumlichkeiten für den Zoll.

### 1936 bis 1942 – Neubau als Doppelschleuse
Da die Einkammerschleuse dem gewachsenen Verkehr schon bald nicht mehr gerecht wurde, erfolgte im Auftrag der Wasserbaudirektion Kurmark Mühlendamm nach langen komplizierten Planungen der Neubau einer Doppelschleuse östlich des Mühlendamms. Grund für die aufwendigen Planungsarbeiten war der dort unter dem Flussbett verlaufende Spreetunnel Klosterstraße der U-Bahn-Linie A, die heutige Linie U2, der bei den erforderlichen Fahrwasser-Vertiefungen berücksichtigt werden musste.
Die Doppelkammerschleuse mit einer Fallhöhe von 1,5 Meter war für 1000-Tonnen-Schiffe (heutige Binnenschiffsklasse III) ausgelegt. Die seitlichen Wände der 136 Meter langen Schleusenkammern bestehen aus gerammten Stahlspundprofilen, die stirnseitigen Schleuseneinfahrten entstanden aus Stahlbeton, die Schleusentore waren stählerne Schweißkonstruktionen. Unterhalb der Mühlendammbrücke wurde ein neues Wehr errichtet. Die Wassertiefe bis zur Sohle beträgt 6 Meter. Die Nordkammer ist 11,75 Meter und die Südkammer ist 12 Meter breit. Die Zeit einer Schleusung beträgt rund 30 Minuten. Seit Fertigstellung der Schleuse befindet sich die Mühlendammbrücke im Schleusenunterwasser.
Die Arbeiten dauerten von 1936 bis 1942. Im Zuge der Wasserbaumaßnahmen sollte auch der Mühlendamm mit seiner Umgebung umgestaltet werden. Das alte Wehr, die Mühlendammbrücke sowie das Mühlendammgebäude mit dem benachbarten Ephraim-Palais wurden noch abgerissen, bevor der Beginn des Zweiten Weltkriegs weitere Hoch- und Straßenbauarbeiten stoppte. Als Behelf wurden zu beiden Seiten der alten Schleuse je eine 35 Meter lange und elf Meter breite stählerne Fachwerkbrücke sowie über den neuen Wehrkanal eine Stahlbalkenbrücke errichtet. In den letzten Tagen der Schlacht um Berlin sprengten Einheiten der Wehrmacht diese Brücken. Nach Kriegsende entstand nördlich der geplanten Trasse für den Mühlendamm eine Notbrücke.
Erst im Jahr 1964 erfolgte der Abbruch der alten Schleuse neben der Mühlendamm-Notbrücke. Die heutige Spannbetonbrücke mit einer Breite von 45,2 Metern entstand von 1966 bis 1968.
Im Rahmen einer Grundüberholung wurden 1994 in die Schleusen neue Stemmtore eingesetzt, es wurde eine Schutzanlage vor Schiffsstößen installiert, die Bedienung der Schleusenanlage wurde modernisiert und mit einer zentralen Steuerung ausgestattet.

## Mühlendammschleuse seit dem Beginn des 21. Jahrhunderts

### Nutzung

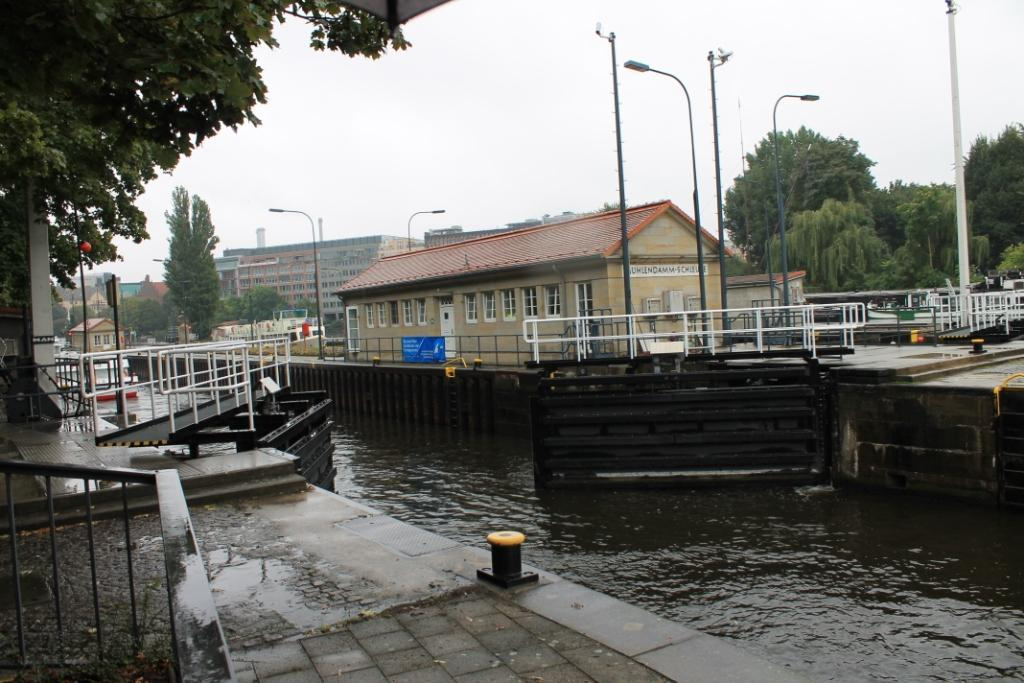
Schließen der Schleusentore

Die Bedeutung der Wasserstraßen in und um Berlin für den Güterverkehr ist seit der Mitte des 20. Jahrhunderts zurückgegangen. Der Straßenverkehr bewältigt über 45 %, der Schienenverkehr über 40 % und die Binnenschifffahrt um 10–15 % der Berliner Gütertransporte. Dagegen hat sich der Personenverkehr gesteigert, hier ist besonders der Transport von Touristen stark angestiegen, auch mehr Motorjachten und Sportboote sind unterwegs.
Dies wirkt sich auch auf die Mühlendammschleuse aus, die seitdem vorwiegend von Sportbooten und Fahrgastschiffen mit Touristen genutzt wird. Die Schleusung von Frachtschiffen hat sich verringert. Für Sportboote, die gemeinsam mit der Berufsschifffahrt geschleust werden, entstanden Wartestellen vor den Schleusen. Im Jahr 2007 wurden an der Mühlendammschleuse rund 36.500 Wasserfahrzeuge geschleust, die sich aus etwa 2.750 Frachtschiffen mit Frachtgewichten von 400.000 t, 21.600 Fahrgastschiffen, 10.350 Sportbooten und 1.800 sonstigen Wasserfahrzeugen zusammensetzen. Im Juli 2015 ergab eine erneute Zählung, dass allein im Sommermonat Juli 5.800 Schiffe die Mühlendammschleuse passierten. Neuere Angaben belegen die kaum steigende Nutzung der Schleuse durch Frachtschiffe, jedoch nehmen die Personenfahrten auf der Spree noch immer stetig zu, rund zwei Drittel der hier geschleusten Schiffe befördern Ausflügler.

### Havarien, Sanierungen

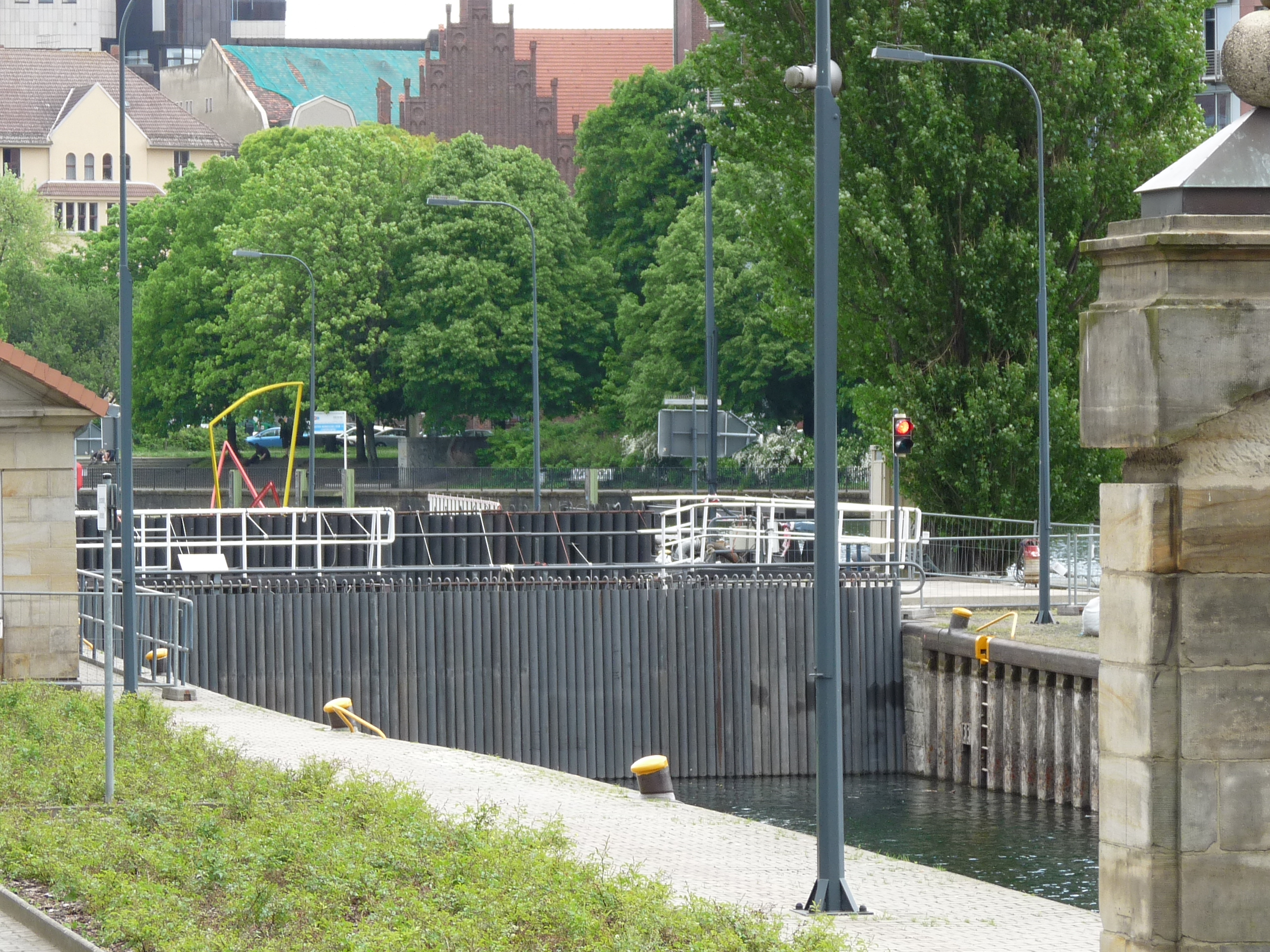
Während der Reparatur des Oberhauptes gesetzter Nadelverschluss

Am 22. März 2014 kam es zu einer Havarie, bei der das Tankmotorschiff Nordwind einen Torflügel des Stemmtores im Oberhaupt der Südkammer stark beschädigte. Die südliche Schleusenkammer wurde daraufhin bis auf Weiteres gesperrt. Die Reparatur des Tores dauerte bis zum 19. November 2014.
Im Februar 2018 musste das Wasser- und Schifffahrtsamt Berlin die gesamte südliche Schleusenkammer erneut sperren, weil sich, ohne äußere Einwirkung, ein Torflügel der Kammer nicht mehr bewegen ließ. Ein Halslager der Torhalterung war gebrochen. Obwohl Anfang der 1990er Jahre eine umfangreiche Sanierung der gesamten Schleusenanlage erfolgte, war das Material durch Ermüdung abgenutzt und nicht mehr ausreichend belastbar. Eine Wiederinbetriebnahme der Südkammer erfolgte erst im November 2018.